# تبارة ماضي
تبارة ماضي قرية سوريّة تتبع إداريّاً لمحافظة حلب منطقة دير حافر ناحية رسم حرمل الإمام، بلغ تعداد سكانها 690 نسمة حسب التعداد السكاني لعام 2004.